# Regisole

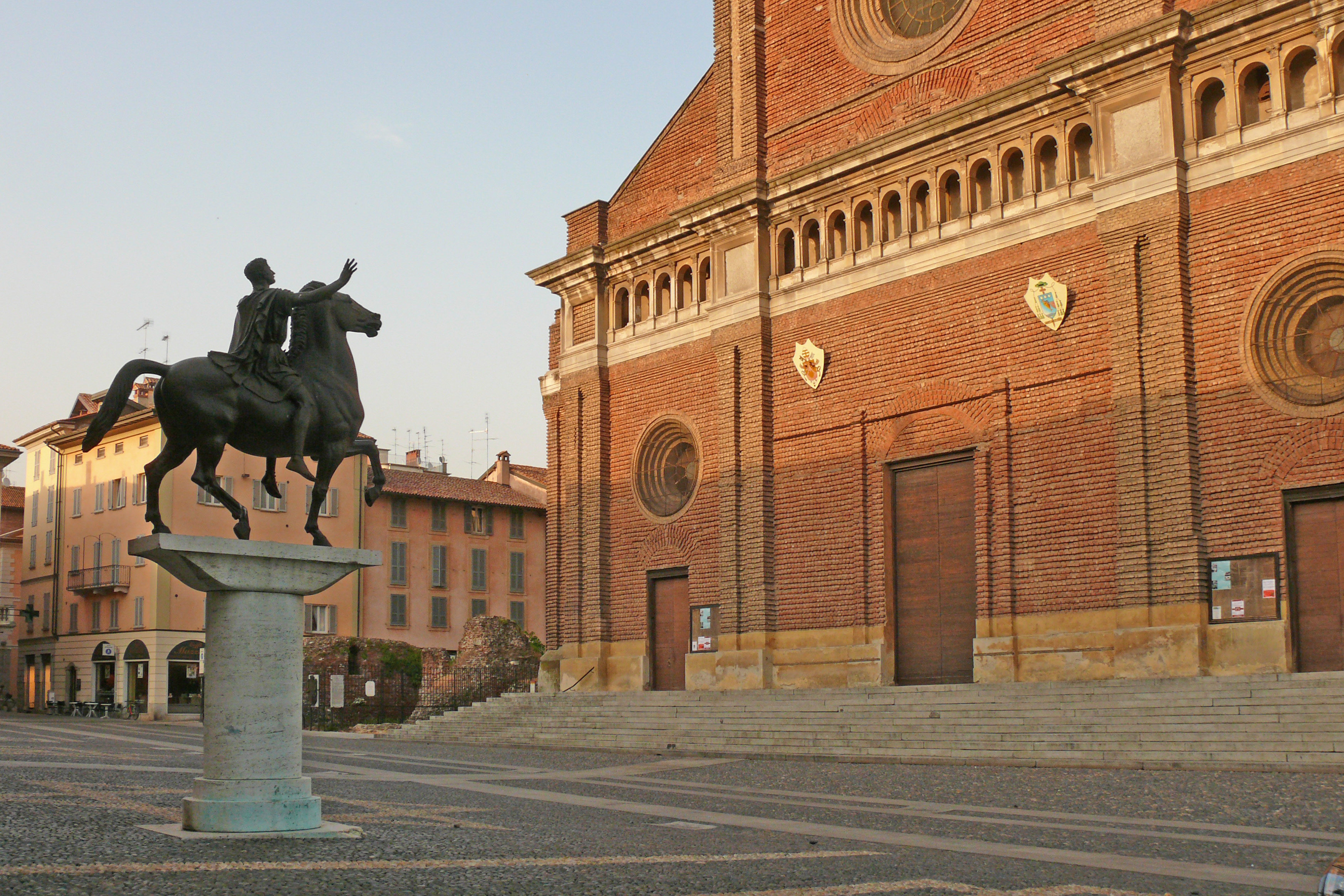
Le monument de Francesco Messina (1937) devant la Cathédrale de Pavie. À l'arrière-plan à gauche, ruines de la Torre Civica.

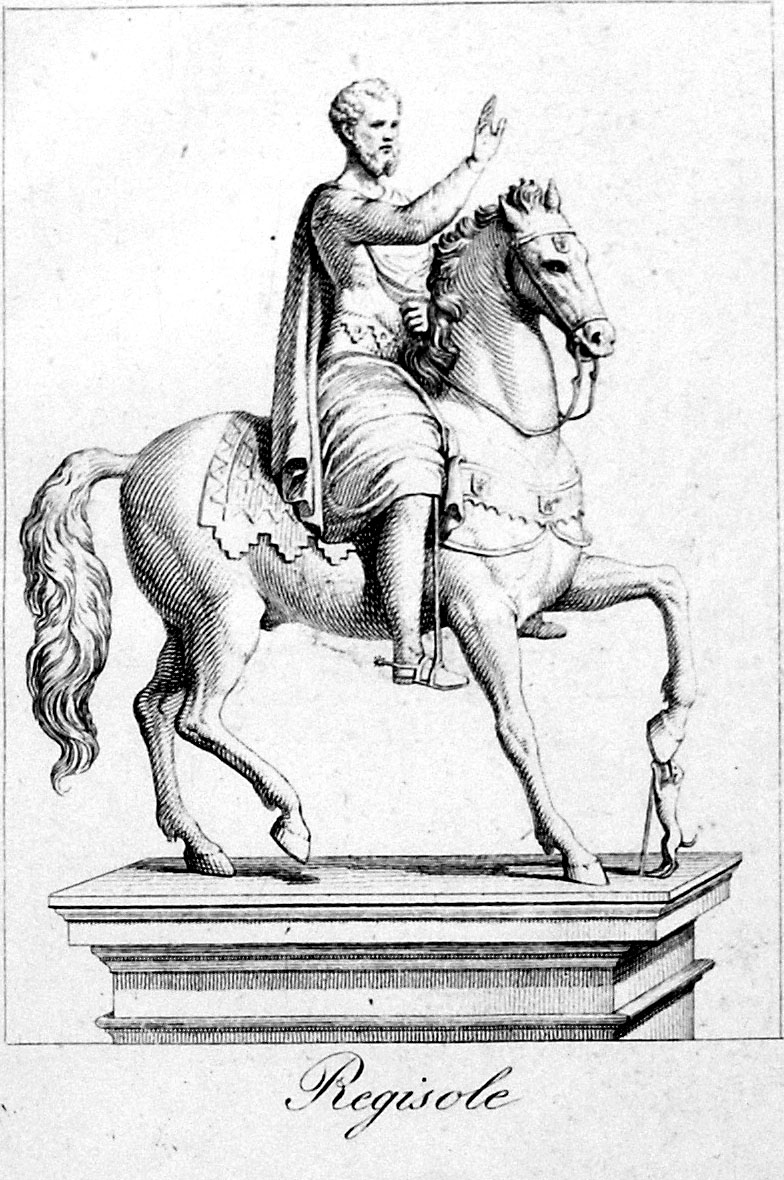
Reproduction du Regisole (C. Ferreri, 1832).

Le Regisole (« roi soleil ») est une statue équestre en bronze de l'antiquité tardive qui a exercé une grande influence sur l'art de la Renaissance italienne avant d'être détruite en 1796. Érigé à Ravenne, il avait été transporté au Moyen Âge à Pavie, où il se trouvait sur une colonne devant la cathédrale, comme symbole de la fierté communale et des rapports de la ville avec la Rome impériale.  
Selon plusieurs chercheurs modernes, son sujet était peut-être Théodoric le Grand, roi des Ostrogoths de 471 à 526, à moins qu'il s'agît d'« une œuvre romaine du troisième siècle » ou « peut-être de Septime Sévère, avec plusieurs modifications tardives » (celui-ci fut empereur  de 193 à 211).

## Présentation
La majorité des chercheurs s'accordent à voir dans le Regisole une statue de Théodoric le Grand, roi des Ostrogoths. Ravenne a été la capitale de l'Empire romain d'Occident de 402 à 476, puis celle des Ostrogoths et celle de l'exarchat de Ravenne, le dernier territoire byzantin d'Italie. Le Colosse de Barletta, une statue monumentale d'un empereur romain tardif, a probablement aussi été érigé sur place à l'origine.
À l'origine, le monument était placé près du palais royal, à tel point que le géographe arabe Ibrāhīm al-Turtuši, qui a voyagé dans le centre-ouest de l'Europe entre 960 et 965 et a également visité Pavie, affirme avoir vu une grande statue équestre en bronze placée à un des portes du Palais Royal. La statue fut ensuite placée devant la cathédrale après 1024, et devint l'un des symboles de la ville, représentée par exemple sur le sceau d'argent de la Municipalité. 
D'après le chroniqueur Benzo d'Alexandrie, lors d'une guerre entre Pavie et Ravenne, le premier aurait pris la Régisole à Ravenne et l'aurait amenée à Pavie, tandis que Ravenne, en revanche, aurait arraché des plaques de bronze doré à une ville porte de Pavie et, toujours par le Pô, ils les auraient transportées jusqu'à leur ville. L'histoire de Benzo n'a pas trouvé de références historiques et est une légende, cependant, encore au XVe siècle, un certain crédit était encore accordé à sa reconstruction, à tel point qu'en 1435, le chef Visconti Niccolò Piccinino, après la conquête de Ravenne, envoya , via des bateaux , à Pavie deux portes en bronze de la fin de l'époque romaine (maintenant conservées dans les musées civiques), qui selon la tradition avaient été pillées par les habitants de Ravenne lors du siège légendaire de Pavie. 
Transporté comme trophée de guerre à Milan, le Regisole a été réinstallé en 1335 à Pavie, où il a été redoré et muni d'accessoires impériaux d'époque, qui comprenaient peut-être un harnais et des étriers anachroniques. Pétrarque, qui savait qu'il provenait de Ravenne, en a fait l'éloge dans une lettre à Boccace. Il est possible de s'en faire une idée à l'époque grâce à une gravure sur bois (certainement marquée par les idéaux décoratifs de la Renaissance) en page de titre du Statuta de Regimie Piatis Civilie, un ouvrage sur les statues de la ville publié à Pavie en 1505. 
Le Regisole a inspiré des statues du XVe siècle comme le Monument équestre à Gattamelata, qui possède comme lui un petit support sous la patte levée du cheval (une sphère au lieu d'un chien) et la Statue du Colleone. Léonard de Vinci a noté sur une feuille du Codex Atlanticus lors de sa visite à Pavie en juin 1490 : « l'imitation des œuvres antiques est plus digne de louange que les œuvres modernes ». Son célèbre petit dessin du Regisole fait partie de la Royal Collection.
L'historien Edward Gibbon, de passage à Pavie en mai 1764, a décrit le Regisole avant sa destruction : une statue équestre d'un empereur vêtu d'une chlamyde, sans armes, légèrement penché en avant, le bras tendu dans l'attitude d'un orateur. Selon lui, le cavalier était correct, mais le cheval — qui avait inspiré Léonard de Vinci — était « fier et magnifique ». En l'absence d'inscription, le monument était alors identifié comme une statue des empereurs Antonin le Pieux ou Constantin (comme la statue équestre de Marc-Aurèle à Rome) ou de Charles Quint, mais Gibbon a remarqué que, sans arme ni diadème, ces deux dernières interprétations étaient douteuses. Les images conservées montrent la jambe avant gauche du cheval levée, le sabot posé ou soutenu par un chien dressé sur ses pattes arrière.
Après la Révolution française, le Regisole a été détruit par le club des Jacobins de Pavie en 1796, à titre de symbole de la monarchie.
En 1937, le sculpteur Francesco Messina a été chargé de réaliser une copie à partir de reproductions anciennes. Le nouveau Regisole, un bronze de six mètres sur un piédestal de travertin, a été inauguré sur le parvis de la Cathédrale de Pavie le 8 décembre 1937.
La plus récente monographie sur la statue est Il Regisole di Pavia de Cesare Saletti en 1997. Les étudiants de l'Université de Pavie membres de la fraternité « Ordo Clavis Universalis » peignent les bourses du cheval en jaune au début de chaque année universitaire. Cette tradition remonte à plusieurs décennies, le jaune étant la couleur de leurs manteaux et un symbole de la fraternité.